# 1025-річчя хрещення Київської Русі (монета)
«1025-рі́ччя хре́щення Ки́ївської Русі́» — пам'ятна монета номіналом 5 гривень, випущена Національним банком України. Присвячена запровадженню Володимиром Великим християнства як державної релігії, що сприяло об'єднанню та зміцненню Київської Русі, поширенню писемності, відкрило широкі перспективи економічних і культурних зв'язків тощо.
Монету введено в обіг 3 липня 2013 року. Вона належить до серії «Інші монети».

## Опис та характеристики монети
| Номінал грн. | Метал      | Маса, грам | Діаметр, мм. | Якість виготовлення       | Гурт     | Тираж, штук |
| ------------ | ---------- | ---------- | ------------ | ------------------------- | -------- | ----------- |
| 5            | нейзильбер | 16,54      | 35           | спеціальний анциркулейтед | рифлений | 30 000      |

### Аверс
На аверсі монети розміщено: угорі — малий Державний Герб України, стилізовані написи півколом «НАЦІОНАЛЬНИЙ БАНК УКРАЇНИ» (угорі), рік карбування монети «2013» та номінал (унизу): «П'ЯТЬ ГРИВЕНЬ», праворуч — логотип Монетного двору Національного банку України. У центрі монети зображено композицію — хрест-енколпіон та фігури-символи чотирьох євангелістів: Матвія в образі ангела, Марка в образі лева, Луки в образі тельця, Івана в образі орла. Кожен із них крилатий і тримає Євангеліє.

### Реверс
На реверсі монети розміщено багатофігурну композицію: Володимир Великий та Андрій Первозваний, які тримають хрест, святі Антоній та Феодосій Печерські, Кирило та Мефодій, угорі — Зимненська ікона Пресвятої Богородиці, з обох боків від якої ангели, унизу півколом стилізований напис — «1025-РІЧЧЯ ХРЕЩЕННЯ КNЇВСЬКОЇ РУСІ».

## Автори
- Художники:

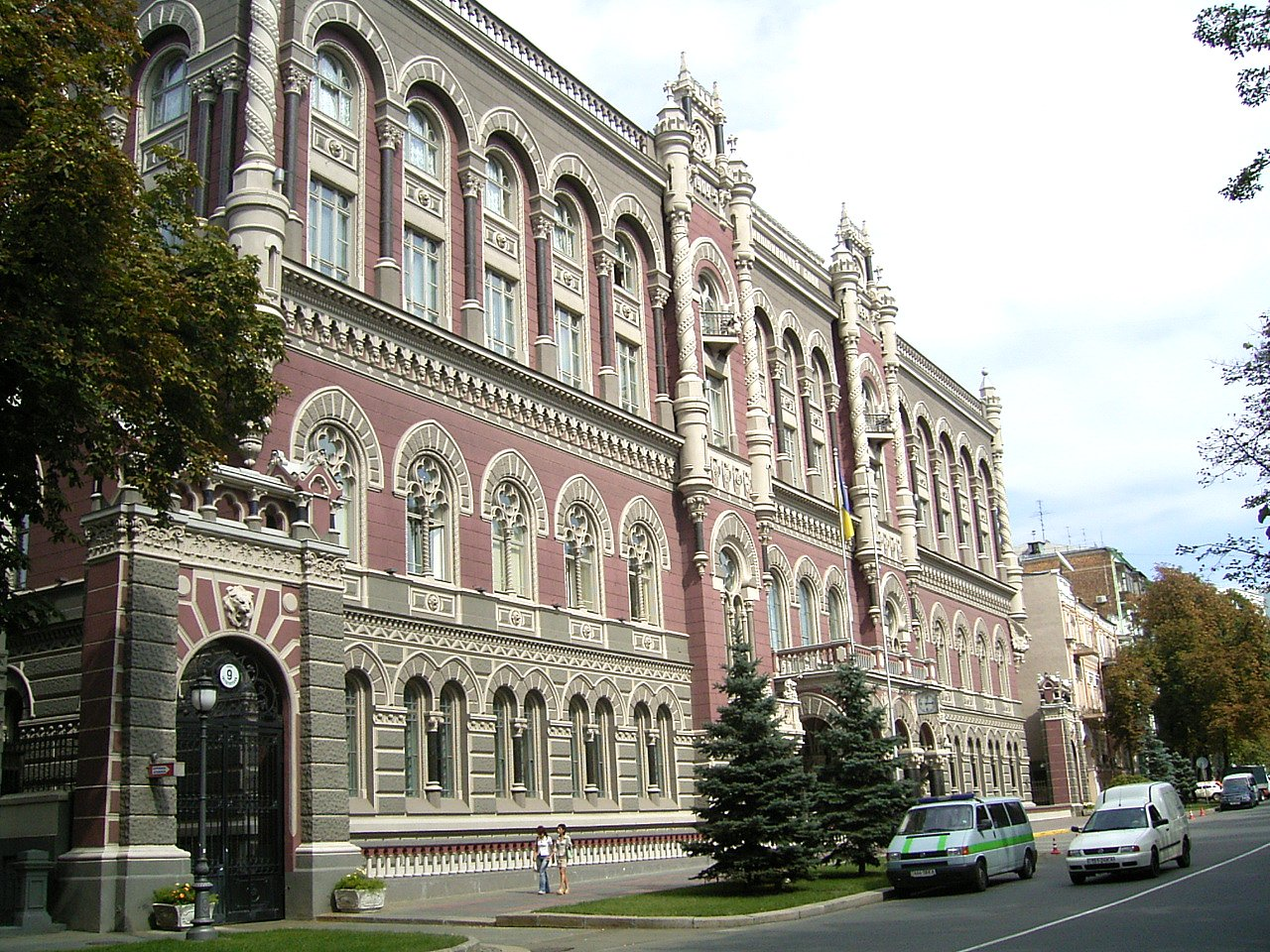
Будівля Національного банку України

  - аверс: Таран Володимир, Харук Олександр, Харук Сергій.
  - реверс: Скоблікова Марія, Кузьмін Олександр.
- Скульптори: Іваненко Святослав, Дем'яненко Володимир.

## Вартість монети
Під час введення монети до обігу в 2013 році, Національний банк України реалізовував монету через свої філії за ціною 20 гривень.
Фактична приблизна вартість монети, з роками змінювалася так:
| Рік        | 2014 | 2015 | 2016 | 2017 | 2018 | 2019 | 2020 | 2021 | 2022 | 2023 | 2024 | 2025 |
| ---------- | ---- | ---- | ---- | ---- | ---- | ---- | ---- | ---- | ---- | ---- | ---- | ---- |
| Ціна, грн. | 60   | 130  | 150  | 190  | 220  | 220  | 225  | 300  | 360  | 600  | 690  | 700  |